# Johannes van Lexmond
Johannes van Lexmond (1769 - 1838) was een Nederlands beeldend kunstenaar te Dordrecht. Hij was een leerling van Abraham en Jacob van Strij.

## Oeuvre
Na zijn opleiding gaf Van Lexmond tekenles en in zijn vrije tijd maakte hij tekeningen en soms schilderijen van stadsgezichten, buurtjes, binnenplaatsen die hij zeer realistisch tot in detail uitbeeldde.
Later richtte hij zich ook op portretten en personen die hij levensecht op het doek vastlegde.
Bij het Teekengenootschap Pictura te Dordrecht waarvan hij lid was (van 1790 tot 1831 lid, later secretaris en in 1837 erelid) behaalde hij de ereprijs voor het tekenen naar het gekleed model.
Zijn werk werd onder andere tentoongesteld op de tentoonstelling in het jaar 1819 in Dordrecht, waar hij twee stadsgezichten en een landschap exposeerde. Ook legde hij zich toe op het natuurgetrouw vervaardigen van kopieën van oude meesters waarvoor hij allerwegen lof ontving.

## Tentoonstellingen
- 1819, bij het Teekengenootschap Pictura te Dordrecht.
- 1941 in Boymans-Van Beuningen op de tentoonstelling te Rotterdam Nederland bouwt in baksteen.
- 1986 Tussen Zonnegoud en Kaarslicht in het Dordrechts Museum; Dertien Dordtse meesters gaven in 60 jaar kleur aan hun vaderstad aan het eind van de 18de eeuw.
- 1975 werd zijn werk nogmaals tentoongesteld bij Boymans-Van Beuningen tijdens de tentoonstelling Monumenten vroeger en nu.
- Collectie Dordrechts museum: Gezicht in eene binnenplaats achter het pand gemerkt Grootekerksplein 3 (de Boek- en Courantdrukkerij der firma Blussè Comp.)

## Afbeeldingen

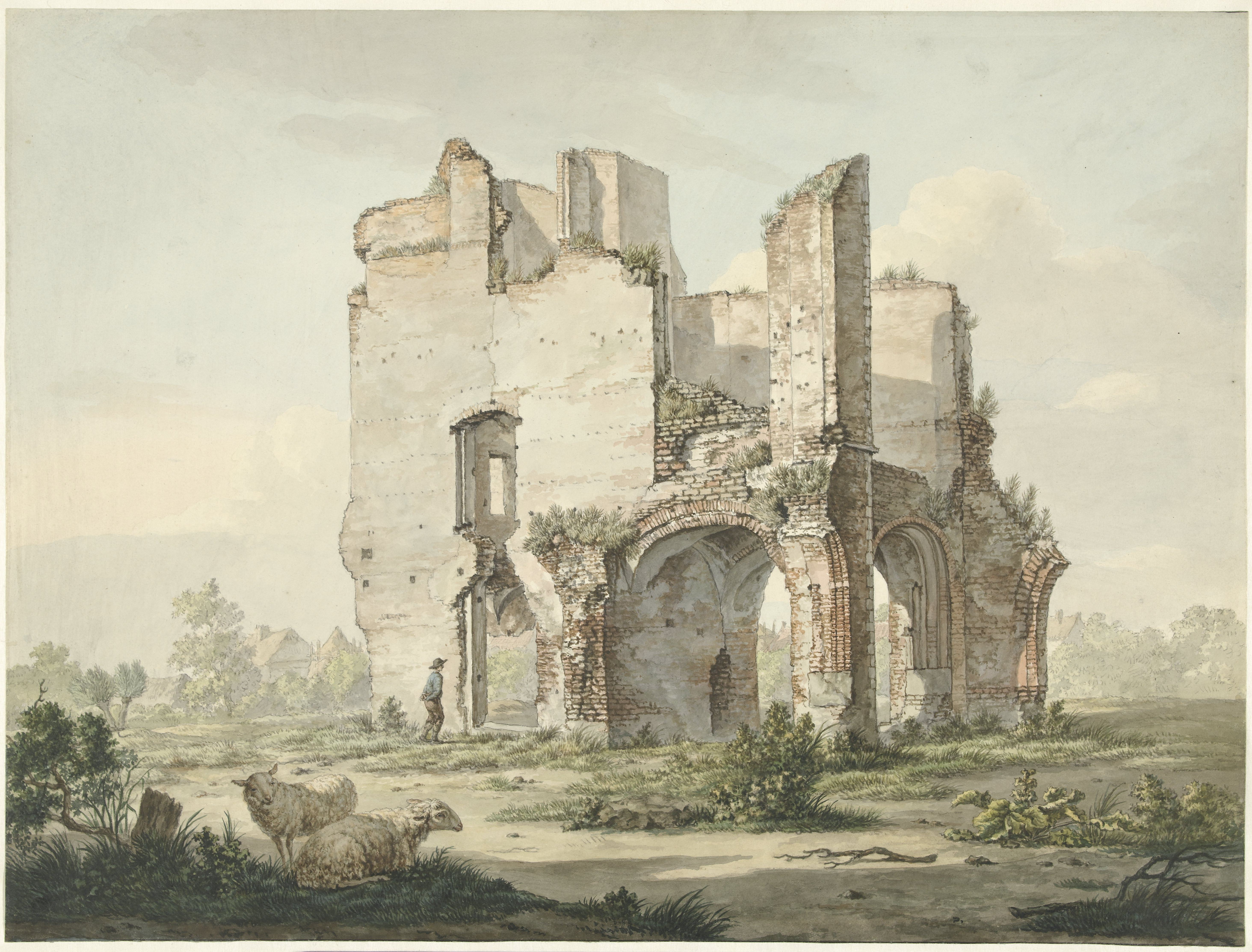
De ruïne van de Abdij van Rijnsburg
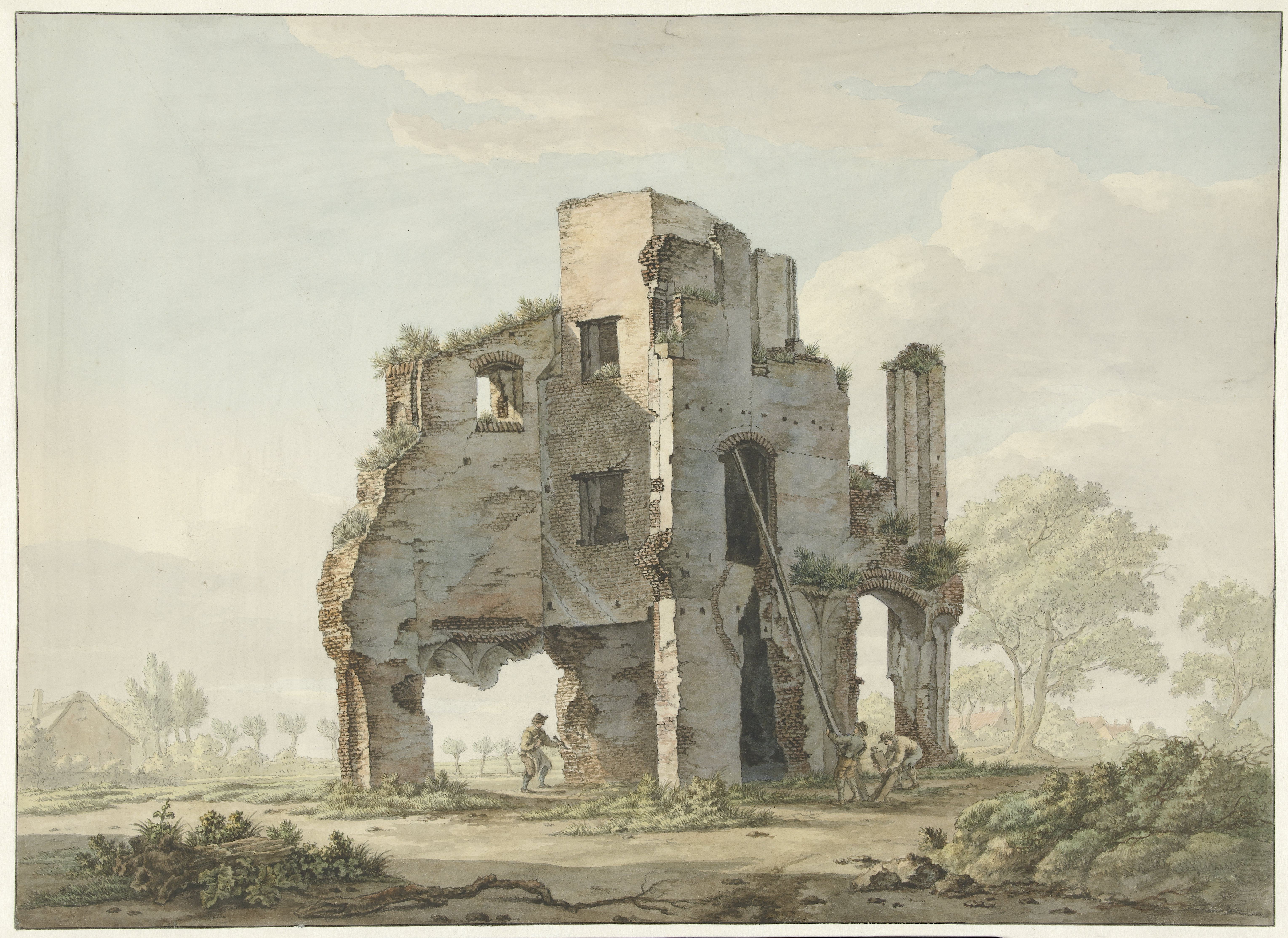
Het afbreken van de ruïne van de Abdij van Rijnsburg
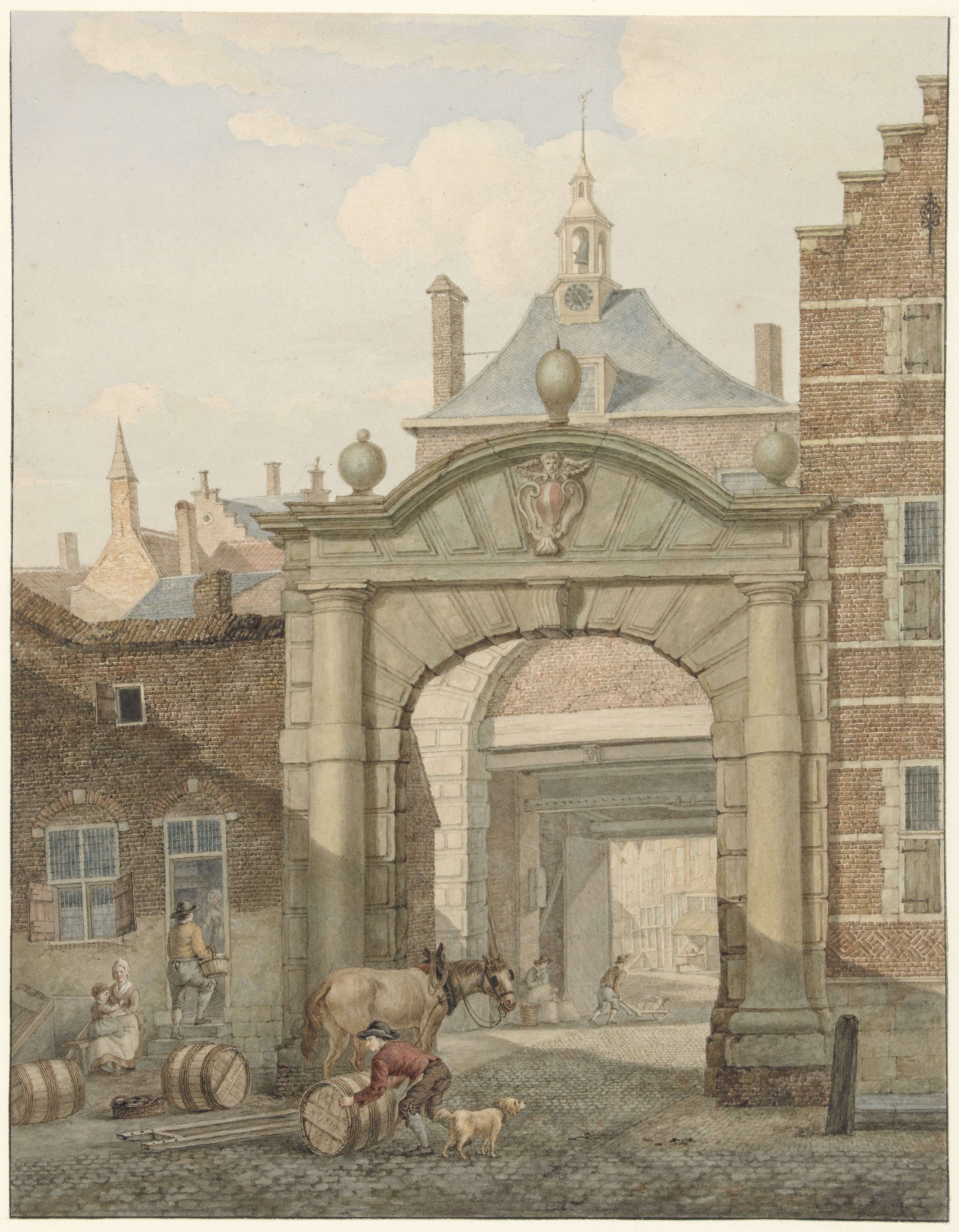
Doorkijkje door een poort te Dordrecht
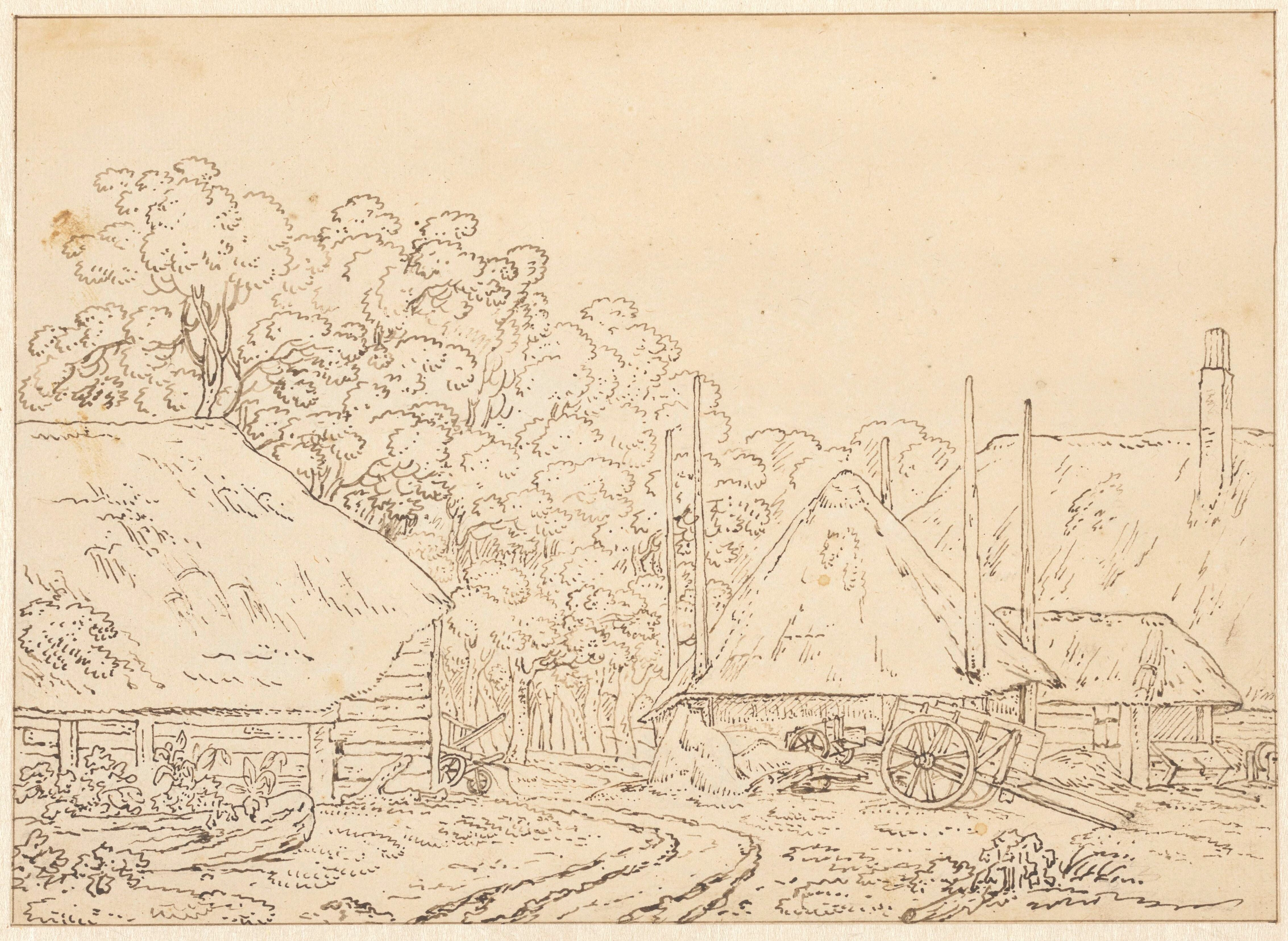
Boerderij aan een landweg